# Venetia et anima
Venetia & anima (Opus Avantra) è un album e un lavoro musicale composto a "quattro mani" da Donella Del Monaco e Paolo Troncon con il gruppo Opus Avantra pubblicato nel 2003.
Nato come progetto discografico, di seguito è stato adattato anche con delle varianti strumentali per l'esecuzione dal vivo.
Si tratta di un viaggio tra linguaggi arcaici (paleoveneto, latino, italiano medioevale, altotedesco) e moderni (italiano, dialetto veneto) e suggestioni sonore tratte dalla tradizione musicale europea ed extraeuropea e dalla musica contemporanea.

## Tracce
- Sancta Mater (tema di M. Lamberty, arr. P. Troncon)
- Canto de cielo (musica di P. Troncon, polifonie vocali di D. Del Monaco)
- Ave gloriosa (da un discanto del XIII sec., arr. di P. Troncon, polifone vocali D. Del Monaco)
- Ierusalem celesti (versi di Giacomino da Verona, XIII sec., musica di D. Sartori e D. Del Monaco)
- Nell'eterno del presente (tema e parole di D. Del Monaco, arr. di P. Troncon)
- An Der Grousser (II versione di Sancta Mater, parole di A. Elsen)
- Aqua mystica (musica di P. Troncon, solo di A. Martin)
- Verbum bonum (da un discanto del XIII sec., arr. di P. Troncon)
- Aah Venessia (versi di Andrea Zanzotto, musica di G. Rado e D. Del Monaco)
- Le'f Mamm (musica di P. Troncon su canto popolare lussemburghese, polifonie vocali D. Del Monaco)
- Crucis (musica di P. Troncon)
- Le'f Mamm (ripresa)
- Venetia et Anima (musica di P. Troncon, solo di A. Martin)
- El planto de la verzene Maria  (versi di fra' Enselmino da Verona, XIV sec., musica di D. Sartori)
- Deia Sainatei (musica P. Troncon-D. Del Monaco)
- An Der Grousser (III serzione di Sancta Mater)

## Artisti
- Donella Del Monaco - voce
- Gabriele Bruzzolo - percussioni
- Paolo Carraro - cello
- Marco Galliazzo - alto
- Giacomo Livolsi - arpa celtica
- Mauro Martello - flauto
- Andrea Oddone Martin - sassofono
- Michele Mestriner - tastiere
- Davide Sartori - chitarra
- Paolo Troncon - pianoforte
- Damiano Visentin - fisarmonica
- Stefano Bruzzolo - suono